# Ciconia stormi
La cicogna di Storm (Ciconia stormi (Blasius, 1896)) è un uccello della famiglia dei Ciconiidae dell'ordine dei Ciconiiformi.

## Sistematica
Ciconia stormi non ha sottospecie, è monotipica.
In passato veniva considerata una sottospecie della cicogna collolanoso.

## Distribuzione e habitat
Questa piccola cicogna poco conosciuta vive nelle zone più riparate delle foreste e delle zone umide di Sumatra, Isole Mentawai, Borneo e Malaysia peninsulare. La sua roccaforte è la zona sud-orientale di Sumatra, mentre le restanti popolazioni che vivono nel Kalimantan e nel Brunei sono composte solo da pochi esemplari. In Malaysia peninsulare, invece, si trova solo una sparuta popolazione e qualche individuo sparso. La popolazione complessiva della cicogna di Storm non supera i 500 esemplari.

## Descrizione
È una grossa cicogna lunga circa 91 cm con piumaggio bianco e nero, becco rosso, una zona di pelle glabra arancione sulla faccia, zampe rosse e pelle gialla attorno alle orbite. I sessi sono simili. I giovani sono una versione più scialba degli adulti.

## Biologia
È un uccello solitario che si nutre soprattutto di pesci. La femmina depone due uova in un nido di ramoscelli costruito sugli alberi più alti.

## Conservazione
A causa della distruzione dell'habitat, della popolazione ridotta, dell'areale limitato e, in alcune aree, della caccia, nella Lista Rossa della IUCN è valutata come "specie in pericolo".

## Galleria d'immagini

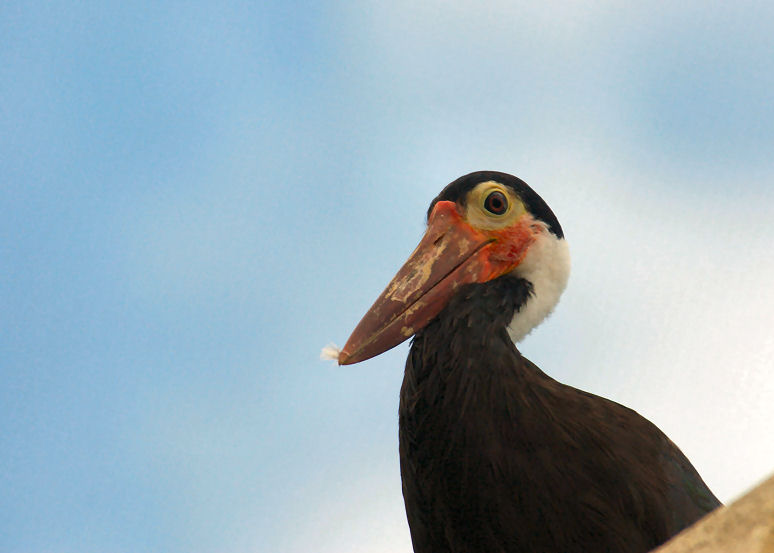